# Lucien Hora
Lucien Hora (n. 16 februarie 1961 la Secu, județul Caraș-Severin) este un mecanic și pilot auto. A participal la numeroase competiții de automobilism naționale și internaționale.  
Lucien Hora este căsătorit și are doi copii, Eugenia și Octavian.

## Performanțe sportive
- 2012   Campion National Absolut - Lola F3000
- 2011   Campion National Absolut - Lola F3000
- 2010   Campion National Absolut - Lola F3000
- 2009   Loc III CNVC - Lola F3000- nu a participat la primele 6 etape
- 2008   Vicecampion Național Absolut - Ford Escort Cosworth la egalitate de puncte 104 cu Heinz Goellner
- 2007   Campion Național Absolut Clasament OPEN; Campion Național Grupa H; Campion Național Grupa H, Clasa H5; Campion Național cu echipa "Racing Team UCM Reșița"
- 2006   Vicecampion Național Grupa H; Campion Național cu echipa "Racing Team UCM Reșița"
- 2005   Locul III la Grupa H; Campion Național cu echipa "Racing Team UCM Reșița"
- 2004   Vicecampion Național Grupa H; Campion Național Grupa H, Clasa H2 (2000 cc)
- 2003   Campion Național Grupa H; Campion Național Grupa H, Clasa H2 (2000 cc)
- 2002   Campion Național Grupa H, Clasa H2 (2000 cc)
- 2001   Campion Național Grupa H, Clasa H2 (2000 cc)
- 2000   Campion Național Grupa H, Clasa H2 (2000 cc)
- 1999   Campion Național Grupa H, Clasa H1 (1800 cc)
- 1998   Vicecampion Național Grupa H, Clasa H1 (1600 cc)
- 1997   Vicecampion Național Grupa H, Clasa H1 (1600 cc)